# Guzmania fuerstenbergiana
Guzmania fuerstenbergiana är en gräsväxtart som först beskrevs av Christina Hedwig Kirchhoff och Marx Carl Ludwig Ludewig Wittmack, och fick sitt nu gällande namn av Marx Carl Ludwig Ludewig Wittmack. Guzmania fuerstenbergiana ingår i släktet Guzmania och familjen Bromeliaceae. Inga underarter finns listade i Catalogue of Life.